# Stăuceni
Stăuceni (ryska: Ставчены) är en ort i Moldavien. Den ligger i distriktet Municipiul Chişinău, i den centrala delen av landet. Stăuceni ligger 188 meter över havet och antalet invånare är 5 700.
Terrängen runt Stăuceni är huvudsakligen platt. Stăuceni ligger uppe på en höjd. Trakten runt Stăuceni är en mosaik av jordbruksmark och skog.